# 長體小鯷
長體小鯷（学名：Anchoa exigua）為輻鰭魚綱鲱形目鳀科的其中一種，分布於東太平洋區，從加利福尼亞灣至巴拿馬海域，棲息深度可達50公尺，本魚體細長，頷骨突出，吻長約3/4眼徑，臀鰭短，體側具一條銀色條紋，臀鰭軟條16-19條，體長可達6公分，喜群游，棲息在沿海，以浮游生物為食。

## 擴展閱讀
維基物種上的相關：長體小鯷